# برکنبروک
برکنبروک (به آلمانی: Berkenbrück) یک شهر در آلمان است که در اودر-اشپری واقع شده‌است. برکنبروک ۱٬۰۱۷ نفر جمعیت دارد.